# لمياء معطوب
لمياء معطوب (مواليد 18 يناير 1992) هي كاراتيكا فرنسية جزائرية تتنافس عمومًا في فئة كوميتيه ‏  لعبت في مسابقات على المستوى المحلي في فرنسا ممثلة لنادي سارسيل وحولت تركيزها لتمثيل الجزائر في المسابقات الدولية. حصلت لمياء على ميداليات في مختلف المنافسات الرياضية بما في ذلك بطولة العالم للكاراتيه وفي الألعاب العالمية. في 26 أغسطس 2019، حصلت على ميداليتها الثانية في الألعاب الأفريقية في فئة 50 كجم من الكوميتيه خلال الألعاب الأفريقية 2019 ولم تتمكن من الدفاع عن ميداليتها الذهبية التي حصلت عليها خلال الألعاب الأفريقية 2015 .

## المسيرة الرياضية
تدرب لمياء معطوب منذ صغره في نادي سارسيل ودافعت عن ألوان فرنسا في فئات الشباب ثم عن الجزائر في فرق الكبار. ولدت في فرنسا وتعيش في بييرفيت سور سين ‏، وهي بلدة فرنسية حيث تعمل مدرسةً، وقالت انها لا تزال تعلق جدا لتقوناتين، وقرية  في منطقة القبائل أصل عائلتها في بلدة أكرو، الدايرة أزفون.
تابعت مسيرتها الرياضية في الجزائر ومثّلت الجزائر دوليًا منذ عام 2015، وفي النهاية مثلت الجزائر في الألعاب الإفريقية 2015 [الإنجليزية] وحصلت على الميدالية الذهبية في منافسة الكوميتيه للسيدات وزن 68 كجم. في الألعاب العالمية 2017  في فروتسواف ببولندا، حصلت على الميدالية الذهبية في منافسة الكوميتيه للسيدات وزن 68 كجم. [الإنجليزية] بفوزها على النمساوية أليسا بوشنجر [الإنجليزية].
كما أنها أصبحت بطلة بطولة إفريقيا للكاراتيه 2018 وكانت جزءًا من الفريق الجزائري الذي فاز بالميدالية الذهبية في منافسة الفرق في بطولة إفريقيا للكاراتيه 2018. في يوليو 2019، حصلت على الميدالية الفضية في منافسة الكوميتيه وزن 68 كجم خلال بطولة الكاراتيه الأفريقية 2019.
وعلى وجه الخصوص، فازت أيضًا بميدالية برونزية في بطولة العالم للكاراتيه 2018 [الإنجليزية] في مدريد حيث مثلت الجزائر. كما مثلت الجزائر في الألعاب الإفريقية 2019 [الإنجليزية] في غابورون (بوتسوانا) وحصلت على الميدالية البرونزية في منافسة الكوميتيه للسيدات وزن 68 كجم بينما حصلت مواطنتها إيمان طالب أيضًا على الميدالية البرونزية في منافسة الكوميتيه للسيدات بوزن 50 كجم.
وفازت بالميدالية البرونزية في  68 كلغ في دورة الألعاب الإفريقية 2019 بالرباط .
في عام 2021 ، شاركت في بطولة التصفيات الأولمبية العالمية ‏ التي أقيمت في باريس، فرنسا على أمل التأهل إلى الألعاب الأولمبية الصيفية 2020 في طوكيو، اليابان. لم تتأهل في هذه البطولة لكنها تمكنت من التأهل عن طريق التمثيل القاري [الإنجليزية] بعد فترة وجيزة. تنافست في منافسة +61 كجم سيدات [الإنجليزية]. وأقصيت من أولمبياد طوكيو 2020، في الدور التمهيدي.

## المسيرة في الألعاب الصيفية 2020
| الرياضي     | المنافسة                  | جولة روبن                        | جولة روبن                       | جولة روبن                 | جولة روبن             | جولة روبن | النصف النهائي | النهائي     | النهائي |
| الرياضي     | المنافسة                  | الخصم نتيجة                      | الخصم نتيجة                     | الخصم نتيجة               | الخصم نتيجة           | الترتيب   | الخصم نتيجة   | الخصم نتيجة | الترتيب |
| ----------- | ------------------------- | -------------------------------- | ------------------------------- | ------------------------- | --------------------- | --------- | ------------- | ----------- | ------- |
| لامية معطوب | سيدات +61 كغ [الإنجليزية] | ايلينا كيريسي ‏ (سويسرا)خسارة 1–2 | حميدة عباسعلي ‏ (إيران)خسارة 0–4 | غونغ لي ‏ (الصين)خسارة 0–4 | فريال أشرف (مصر)D 0–0 | 5         | لم تتأهل      | لم تتأهل    | 9       |

## الإنجازات
| عام  | مسابقة                | مكان             | مرتبة  | حدث            |
| ---- | --------------------- | ---------------- | ------ | -------------- |
| 2017 | الألعاب العالمية 2017 | فروتسواف، بولندا | الثالث | كوميتيه 68 كجم |
| 2018 | بطولات العالم ‏        | مدريد اسبانيا    | الثالث | كوميتيه 68 كجم |

| الموسم | المنافسة                         | المكان     | النتيجة   | الفئة |
| ------ | -------------------------------- | ---------- | --------- | ----- |
| 2010   | بطولة فرنسا - 61 kg              |            | الفضية    | فردي  |
| 2011   | كأس فرنسا                        |            | الفضية    | فردي  |
| 2011   | بطولة فرنسا                      |            | الفضية    | فردي  |
| 2011   | بطولة فرنسا                      | الذهبية    | فرق       |       |
| 2011   | بطولة باريس المفتوحة             |            | الذهبية   | فردي  |
| 2011   | بطولة ووسكيهالالمفتوحة           |            | البرونزية | فردي  |
| 2011   | كأس العالم للأندية في تركيا      |            | البرونزية | فرق   |
| 2012   | بطولة عالم الجامعات              | براتيسلافا | الذهبية   | فردي  |
| 2012   | بطولة فرنسا                      |            | الفضية    | فردي  |
| 2012   | بطولة فرنسا                      | الذهبية    | فرق       |       |
| 2012   | كأس فرنسا                        |            | الذهبية   | فردي  |
| 2013   | بطولة دبي المفتوحة               |            | البرونزية | فرق   |
| 2013   | بطولة الجامعات الفرنسية المفتوحة |            | الذهبية   | فردي  |
| 2013   | بطولة الجامعات الفرنسية -68 كغم  |            | الفضية    | فردي  |
| 2013   | بطولة باريس المفتوحة             |            | البرونزية | فردي  |
| 2013   | بطولة IDF بين المناطق المفتوحة   |            | الذهبية   | فردي  |
| 2013   | بطولة فرنسا                      |            | الذهبية   | فرق   |
| 2013   | كأس فرنسا                        |            | الفضية    | فردي  |
| 2014   | بطولة فرنسا                      |            | البرونزية | فردي  |
| 2014   | كأس فرنسا                        |            | الذهبية   | فردي  |
| 2014   | كأس فرنسا                        | الذهبية    | فرق       |       |
| 2014   | بطولة تركيا المفتوحة             | إسطنبول    | الذهبية   | فردي  |
| 2014   | بطولة تركيا المفتوحة             | إسطنبول    | البرونزية | فرق   |
| 2014   | كأس البندقية 2014                |            | الذهبية   | فردي  |
| 2015   |                                  | برازافيل   | الذهبية   | فرق   |
| 2015   | الذهبية                          | برازافيل   | فردي      |       |
| 2015   | البطولة الجزائرية                |            | الذهبية   | فرق   |
| 2015   | البطولة الجزائرية                | الذهبية    | فردي      |       |
| 2015   | بطولة فرنسا                      |            | الفضية    | فرق   |
| 2015   | دورة كوبورغ المفتوحة             | ألمانيا    | البرونزية | فردي  |
| 2015   | بطولة باريس المفتوحة             |            | الفضية    | فردي  |
| 2015   | كأس فرنسا                        |            | البرونزية | فردي  |
| 2016   | بطولة فرنسا                      |            | الذهبية   | فرق   |
| 2016   | كأس فرنسا                        |            | الذهبية   | فرق   |
| 2016   | كأس فرنسا                        | الذهبية    | فردي      |       |
| 2017   | K1 Paris                         |            | البرونزية | فردي  |
| 2017   | Jeux mondiaux                    | فروتسواف   | الذهبية   | فردي  |
| 2017   | بطولة فرنسا                      |            | الفضية    | فرق   |
| 2017   | كأس فرنسا                        |            | الذهبية   | فرق   |
| 2017   | كأس فرنسا                        | الفضية     | فردي      |       |
| 2018   | بطولة فرنسا                      |            | الذهبية   | فرق   |
| 2018   | البطولة الأفريقية                |            | الذهبية   | فردي  |
| 2018   | البطولة الأفريقية                | الذهبية    | فرق       |       |
| 2018   |                                  |            | البرونزية | فردي  |
| 2018   | كأس فرنسا                        |            | الذهبية   | فردي  |
| 2018   | كأس فرنسا                        | الذهبية    | فرق       |       |
| 2019   | بطولة إفريقيا                    | غابورون    | الفضية    | فردي  |
| 2019   | بطولة إفريقيا                    | غابورون    | البرونزية | فرق   |
| 2019   | الألعاب الأفؤيقية                | الرباط     | البرونزية | فردي  |
| 2019   | الألعاب الأفؤيقية                | الرباط     | البرونزية | فرق   |
| 2019   | كأس فرنسا                        |            | الذهبية   | فرق   |
| 2019   | كأس فرنسا                        | الفضية     | فردي      |       |
| 2019   | بطولة فرنسا                      |            | الذهبية   | فرق   |

### آمال
| الموسم | مسابقة                     | مكان          | نتائج         | فئة |
| ------ | -------------------------- | ------------- | ------------- | --- |
| 2010   | كأس فرنسي                  |               | ميدالية ذهبية | فرد |
| 2011   | كأس فرنسي                  |               | ميدالية فضية  | فرد |
| 2011   | بطولة البحر الأبيض المتوسط |               | ميدالية ذهبية | فرد |
| 2011   | بطولة لوكسمبورغ المفتوحة   |               | ميدالية ذهبية | فرد |
| 2012   | البطولات الأوروبية         | باكو أذربيجان | ميدالية فضية  | فرد |
| 2012   | كأس فرنسي                  |               | ميدالية فضية  | فرد |